# Platysenta pyrostigma
Platysenta pyrostigma är en fjärilsart som beskrevs av George Francis Hampson 1908. Platysenta pyrostigma ingår i släktet Platysenta och familjen nattflyn. Inga underarter finns listade i Catalogue of Life.